# Eparchia della Beata Maria Vergine Assunta in Strumica-Skopje
L'eparchia della Beata Maria Vergine Assunta in Strumica-Skopje (in latino: Eparchia Beatae Mariae Virginis in Caelum Assumptae Strumnitziensis-Scopiensis) è una sede della Chiesa greco-cattolica macedone immediatamente soggetta alla Santa Sede. Nel 2022 contava 11.419 battezzati. È retta dall'eparca Kiro Stojanov.

## Territorio
L'eparchia comprende tutti i fedeli cattolici di rito bizantino della Macedonia del Nord.
Sede eparchiale è la città di Strumica, dove si trova la cattedrale dell'Assunzione della Beata Vergine Maria.
Il territorio è suddiviso in 9 parrocchie.

## Storia
Nel 1883 fu eretto il vicariato apostolico di Macedonia con sede a Salonicco, destinato alla cura pastorale dei fedeli bulgari di rito bizantino che avevano aderito alla Chiesa cattolica. In seguito alle guerre balcaniche del 1912-1913, molti bulgari dalla Macedonia si trasferirono nella Bulgaria indipendente e il vicariato fu soppresso de facto nel 1926.
L'esarcato apostolico di Macedonia per i fedeli di rito bizantino fu eretto l'11 gennaio 2001 con la bolla Communitates ecclesiales di papa Giovanni Paolo II, ricavandone il territorio dall'eparchia di Križevci. La cura pastorale dell'esarcato è stata affidata al vescovo latino di Skopje che ha ricoperto l'incarico di esarca apostolico: le due circoscrizioni da quella data sono quindi unite in persona episcopi.
Il 31 maggio 2018 l'esarcato apostolico è stato elevato da papa Francesco ad eparchia con la bolla Dominum magnificat, e ha assunto il nome attuale. Il vescovo latino di Skopje continua a ricoprire l'incarico di eparca della nuova diocesi.

## Cronotassi dei vescovi
Si omettono i periodi di sede vacante non superiori ai 2 anni o non storicamente accertati.
- Joakim Herbut † (11 gennaio 2001 - 15 aprile 2005 deceduto)
- Kiro Stojanov, dal 20 luglio 2005

## Statistiche
L'eparchia nel 2022 contava 11.419 battezzati.
| anno | popolazione | popolazione | popolazione | presbiteri | presbiteri | presbiteri | presbiteri                | diaconi | religiosi | religiosi | parrocchie |
| anno | battezzati  | totale      | %           | numero     | secolari   | regolari   | battezzati per presbitero | diaconi | uomini    | donne     | parrocchie |
| ---- | ----------- | ----------- | ----------- | ---------- | ---------- | ---------- | ------------------------- | ------- | --------- | --------- | ---------- |
| 2000 | 10.000      | ?           | ?           | 10         | 7          | 3          | 1.000                     |         | 3         | 23        | 8          |
| 2001 | 6.320       | ?           | ?           | 9          | 9          |            | 702                       |         |           | 18        | 5          |
| 2002 | 11.000      | ?           | ?           | 8          | 7          | 1          | 1.375                     |         | 1         | 17        | 5          |
| 2003 | 11.367      | ?           | ?           | 8          | 7          | 1          | 1.420                     |         | 1         | 18        | 5          |
| 2004 | 11.398      | ?           | ?           | 9          | 9          |            | 1.266                     |         |           | 18        | 5          |
| 2009 | 15.037      | ?           | ?           | 11         | 10         | 1          | 1.367                     |         | 1         | 18        | 7          |
| 2010 | 11.228      | ?           | ?           | 12         | 11         | 1          | 935                       |         | 1         | 18        | 7          |
| 2013 | 11.305      | ?           | ?           | 14         | 13         | 1          | 807                       |         | 1         | 18        | 7          |
| 2016 | 11.374      | ?           | ?           | 16         | 15         | 1          | 710                       |         | 1         | 18        | 8          |
| 2018 | 11.444      | ?           | ?           | 16         | 15         | 1          | 715                       |         | 1         | 18        | 8          |
| 2020 | 11.476      | ?           | ?           | 16         | 15         | 1          | 717                       |         | 1         | 18        | 9          |
| 2022 | 11.419      | ?           | ?           | 15         | 14         | 1          | 761                       |         | 1         | 15        | 9          |